# 庫比蒂諾 (加利福尼亞州)
庫比蒂諾（發音：/ˌkuːpərˈtiːnoʊ/ KOOP-ər-TEEN-oh）是一座位於美國西岸加利福尼亚州舊金山灣區南部，聖塔克拉拉縣西部的城市。庫比蒂諾与县府圣荷西相邻，部份市區延伸至聖塔克魯茲山脈山腳。根據2010年的人口普查，庫比蒂諾住有58,302人。庫比蒂諾是硅谷核心城市之一，也是蘋果公司（Apple Inc.）、賽門鐵克（Symantec）、MySQL AB 與 Zend Technologies 等跨國公司的总部所在地。该城在2012年被评为全美最适宜居住的小型城市中第二十七位，加利福尼亚州第二位。

## 历史
库比蒂诺在19世纪时期是一个小村镇，后归費利蒙市管辖。该市的最初经济运作是水果农业，该地区内几乎所有土地都种满了李子、黄桃、杏和樱桃等水果。同时也有一家葡萄酒酿酒厂在运作。20世纪中期，该地的经济开始起飞，各种高速公路、铁路随之建起，并建立了第一片居民区。但是当时还没有建市。第二次世界大战结束后，当地人口迅猛增长，并逐渐有高科技公司落户。1954年，当地行政长官寻求建市的可能，最终在1955年9月27日通过投票的方式确立建市，1955年10月10日，库比蒂诺市成为圣塔克拉拉县的第十三个城市。1960年代，当地兴建了大片的工业园，并获得了私人土地拥有者的支持，同时也兴建了商业广场等配套设施，并命名为库比蒂诺广场。1967年，当地第一所社区大学（De Anza College）成立，现有22,000余名学生。该市在快速发展的同时也带动了硅谷房价不断攀升，带动生活成本提高。2009年12月1日，库比蒂诺成为北加州第一个由亚裔人担任市长的城市。现今该市仍为硅谷重要城镇之一。

## 人口

### 2010年
根据2010年美国人口普查，2010年时，该市有58,302人，20,181户，15,776个家庭，21,027个住房单位。平均每个家庭有3.28人。种族构成为：31.3%的白人，63.3%亚裔（28.1%华人，22.6%印度人，4.6%韩国人，3.3%日本人，1.3%越南人，0.9%菲律宾人，0.4%巴基斯坦人，0.1%泰国人，0.1%孟加拉国人），0.6%非洲裔，0.2%美洲原住民，0.1%太平洋岛屿居民，1.1%属于其它种族。3.3%同时来自两个或更多的种族。
2010年该市有47.3%的家庭拥有18岁以下的未成年人。68.4%为婚姻家庭，0.4%为同性恋同居。该市居民男女比例为97.4:100。
| 人口统计                   | 2010            |
| -------------------------- | --------------- |
| 总人口                     | 58,302 - 100.0% |
| 只有一种种族血统           | 56,350 - 96.7%  |
| 不是西班牙裔或拉丁裔       | 56,189 - 96.4%  |
| 仅白人血统                 | 17,085 - 29.3%  |
| 仅黑人血统                 | 322 - 0.6%      |
| 仅印第安人、阿拉斯加原住民 | 80 - 0.1%       |
| 仅亚洲人血统               | 36,815 - 63.1%  |
| 仅夏威夷人或太平洋岛屿居民 | 39 - 0.1%       |
| 其它族裔                   | 110 - 0.2%      |
| 混血                       | 1,738 - 3.0%    |
| 西班牙裔或拉丁裔           | 2,113 - 3.6%    |

### 收入
根据2005年的估计，该市每户年收入中位数为$118,635。家庭年收入中位数为$140,199。有3.6%的家庭和5.2%的人口收入位于贫困线以下，包括3.9%的未成年人和8.1%的65岁以上老年人。

## 经济

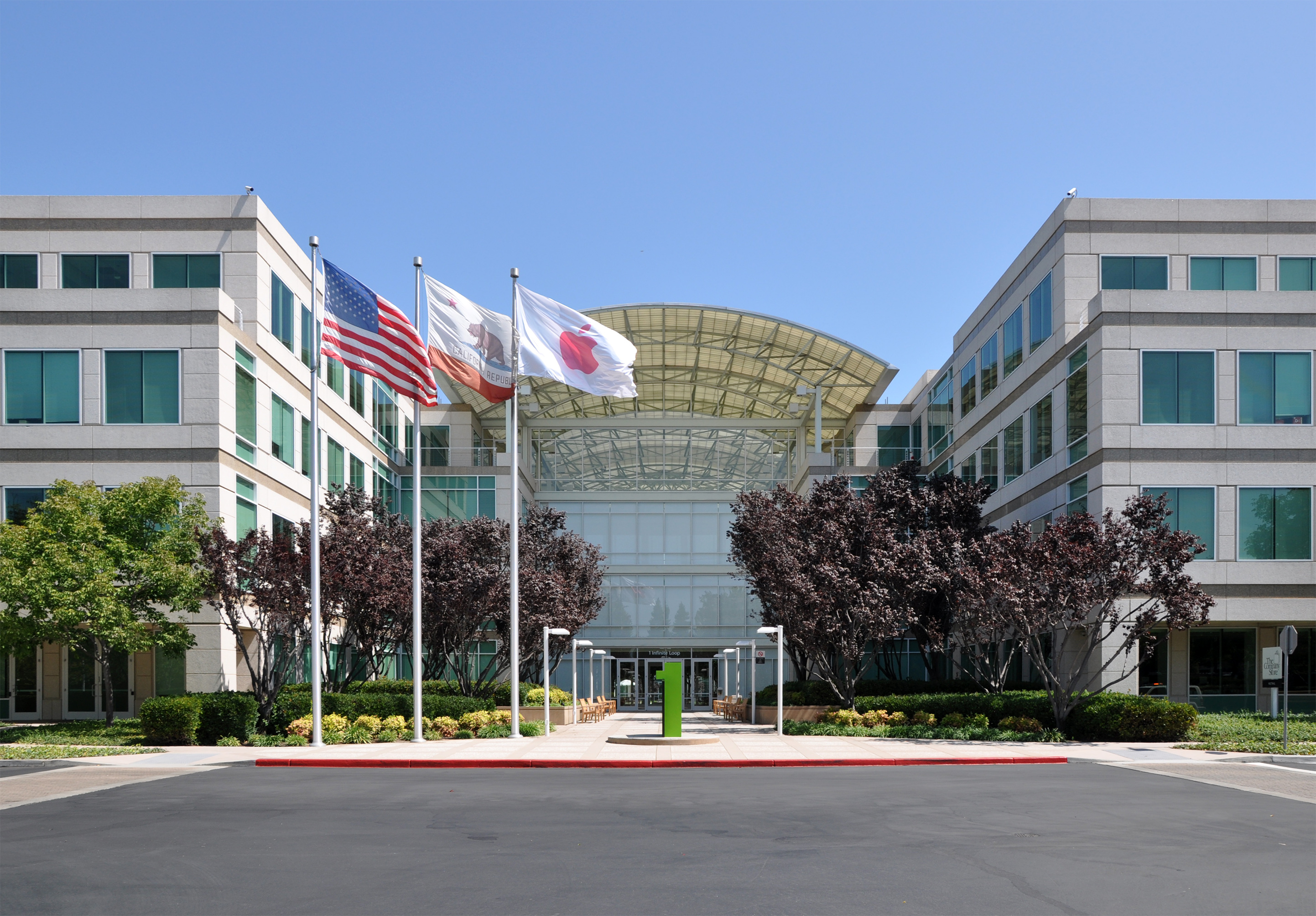
蘋果公司總部(1 Infinite Loop)

库比蒂诺市被誉为“硅谷的心脏”。当地落户的最著名的高科技公司是苹果公司。苹果公司在当地兴建了大量的办公楼作为公司总部。苹果创始人之一史蒂夫·乔布斯去世前曾表态将在当地建设更多新的办公楼。此外，一些其他的大型高科技公司（例如希捷、趨勢科技）的总部或分部也落户于该市境内。苹果公司在当地的总部有34,300名员工，成为该市员工数目最多的公司，2022年時前十大雇主還包括迪安扎社區學院、Force 5軟體公司、全食超市、Claris公司、Health Care Center at the Forum、目標百貨、庫比蒂諾聯合學區、庫比蒂諾市政府、Mist系統公司。

## 法律和政府
庫比蒂諾正式成立於1955年。市政府的最高代表機構為市議會；市議會由五名任期四年，且重疊選出的市議員組成。市長和副市長由市議員互相推舉，任期為一年。市政府平時行政由市經理負責；市經理由市議會任免，且無任期限制。
庫比蒂諾沒有市憲章。因此，庫比蒂諾是一個受加州州法律規範的普通法城市（General Law City）。庫比蒂諾沒有建立自己的警察局或消防隊，該市的治安和災害控制委託由聖塔克拉拉縣警局和消防局負責。庫比蒂諾的圖書館是聖塔克拉拉郡圖書館系統裡的一員。
庫比蒂諾的市標誌是一個西班牙16世紀征服者（conquistador）的頭盔，市政府大樓前也有一個征服者頭盔雕塑。在姐妹市日本豐川市贈與現在的雕塑前，以前的頭盔雕塑看起來像一個裝飾過的蝸牛殼。

### 姐妹市
來源：
- 義大利 科佩尔蒂诺 （1963年）
- 日本 豐川市 （1978年）
- 臺灣 新竹市 （2007年）
- 印度 布巴内什瓦尔 （2012年）

友好城市
來源:
- 臺灣 中華民國 新北市 [11]
  - 批准時間：2021 年 6 月 / 到期時間：2023 年 6 月
- 臺灣 中華民國 臺中市
  - 批准時間：2021 年 3 月 / 到期時間：2023 年 3 月
- 中国 中華人民共和國 桐鄉市
  - 批准時間：2021 年 6 月 / 到期時間：2023 年 6 月
- 中国 中華人民共和國 咸寧市
  - 批准時間：2021 年 6 月 / 到期時間：2023 年 6 月
- 臺灣 中華民國 宜蘭縣
  - 批准時間：2021 年 3 月 / 到期時間：2023 年 3 月